# Anton av Österrike

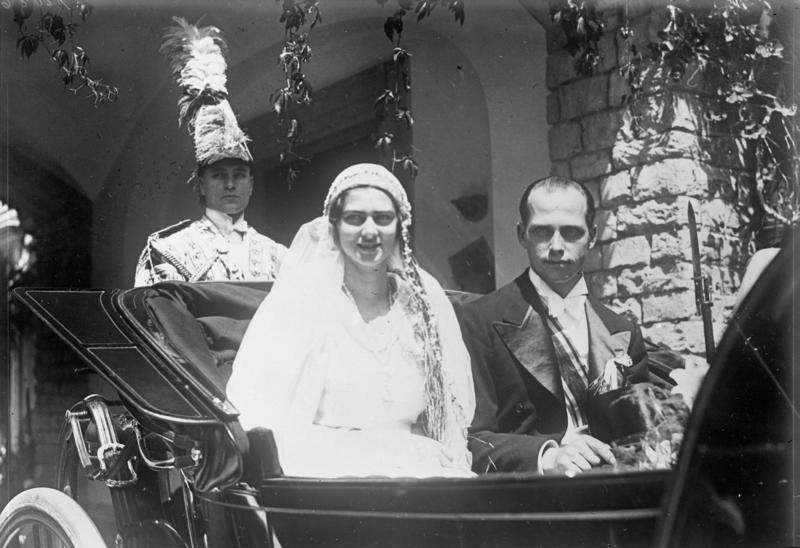
Ärkehertig Anton av Österrike och Ileana av Rumänien på deras bröllopsdag.

Ärkehertig Anton av Österrike (Anton Maria Franz Leopold Blanka Karl Joseph Ignaz Raphael Michael Margareta Nicetas von Habsburg-Lorraine) , född 20 mars 1901 i Wien , död 22 oktober 1987 i Salzburg , var kejserlig prins av Österrike, kunglig prins av Ungern och Böhmen, prins av Toscana.

## Biografi
Anton var den sjunde av tio barn till ärkehertigen Leopold Salvator av Toscana, och Blanca, infanta av Spanien, dotter till don Carlos, hertig av Madrid.
Han gifte sig med Ileana av Rumänien i Sinaia, Rumänien den 26 juli 1931. Det var den blivande svågern, rumänska kungen Carol II av Rumänien som presenterat dem för varandra. 
Tillsammans fick de sex barn, innan paret skilde sig 1954 och Ileana bosatte sig i USA, där hon efter några år blev grekisk-ortodox nunna.
Deras andra barn och första dotter Maria Ileana omkom med sin man Franz Kottulinsky, i en flygolycka i Brasilien den 11 januari 1959. Hon var då havande med parets andra barn. Enda arvingen blev då parets förstfödda barn, dottern Maria Ileana Kottulinsky, född 25 augusti 1958. Hon blev adopterad.

## Barn
1. Ärkehertig Stefan av Österrike (1932-1998)
2. Ärkehertiginna Maria Ileana av Österrike, prinsessa av Toscana (1933 - 11 januari 1959); Gift med Franz Josef Kottulinsky (1917 - 11 januari 1959).
3. Ärkehertiginna Alexandra av Österrike, prinsessa av Toscana (1935- )
4. Ärkehertig Dominic av Österrike, prins av Toscana (1937- )
5. Ärkehertiginna Maria Magdalena av Österrike, prinsessa av Toscana (1939- )
6. Ärkehertiginna Elisabeth av Österrike, prinsessa av Toscana (1942- )